# أندريا برتوزي
أندريا لويز برتوزي (بالإنجليزية: Andrea Bertozzi) من مواليد عام 1965، هي عالمة رياضيات أمريكية. اشتهرت بفضل اهتماماتها البحثية في المعادلات التفاضلية غير الخطية والرياضيات التطبيقية.

## السيرة الذاتية
حصلت أندريا لويز على درجتي البكالوريوس والماجستير من جامعة برينستون ثم درجة الدكتوراه من نفس الجامعة في عام 1991؛ حيث ناقشت أطروحتها تحت عنوان الوجود والتفرد، توصيف الحلول في محيط ديناميات المعادلة. قبل انضمامها إلى جامعة كاليفورنيا في عام 2003 شغلت برتوزي منصب مدربة في جامعة شيكاغو ثم شغلت أيضا منصب أستاذة الرياضيات والفيزياء في جامعة ديوك. في جامعة شيكاغو هي أول من بدأ في دراسة الرياضيات التطبيقية؛ حيث قضت سنة واحدة في مختبر أرغون الوطني رفقة الباحثة ماريا غوبرت-ماير، وساهمت في تأليف كتاب الدردورية غير القابلة لللتدفقالذي صدر عام 2000.
هي عضو هيئة التدريس في جامعة كاليفورنيا في لوس أنجلوس وأستاذ الرياضيات (منذ عام 2003) والميكانيكية وهندسة الطيران (منذ 2018) ومديرة قسم الرياضيات التطبيقية (منذ عام 2005)، وهي عضو في معهد كاليفورنيا للبيانات. عملت أيضا مع جيفري برانتينغهام وزملاء آخرين لتطبيق ودراسة الرياضيات في المناطق الحضرية كما نشروا عشرات البحوث بحلول 2 مارس 2010 تكلفت الأكاديمية الوطنية للعلوم بنشرها وتوزيعها. Bertozzi كما تحدث عن الرياضيات التطبيقية في عام 2010 خلال الاجتماع السنوي الذي تُنظمه الجمعية الأمريكية لتقدم العلوم.
هي الأخت الأكبر للصيدلية كارولين برتوزي. أما والدها فهو وليام برتوزي الذي كان أستاذا للفيزياء في معهد ماساتشوستس للتكنولوجيا.

## الجوائز والتقديرات
في عام 1995 حصلت برتوزي على زمالة بحثية من مؤسسة سلون. في عام 1996 حصلت على الجائزة الرئاسية المبكرة للعلماء والمهندسين من مكتب البحوث البحرية في الولايات المتحدة. تم تضمين اسمها في كتاب موسوعة عالم العلماء الذي صدر عام 2007 للكاتبة إليزابيث أوكس، كما حصلت عام 2009 على جائزة رابطة المرأة في الرياضيات رفقة المحاضرة صوفيا كوفاليفسكايا وانتُخبت كزميلة في المجتمع الصناعي والرياضيات التطبيقية في عام 2010.
في عام 2010 انتُخبت لعضوية الأكاديمية الأمريكية للفنون والعلوم، وفي عام 2012 أصبحت زميلة في مجتمع الرياضيات الأمريكي. ثم نالت في عام 2013 جائزة الابتكار والإبداع من جامعة كاليفورنيا.
في 2014 فازت بجائزة تقديرية وتشريفية بفضل ورقتها البحثية المميزة (رفقة أرجونا فلينر). وأصبحت في عام 2016 زميلة في الجمعية الفيزيائية الأمريكية.